# Basilika Notre-Dame de Brebières

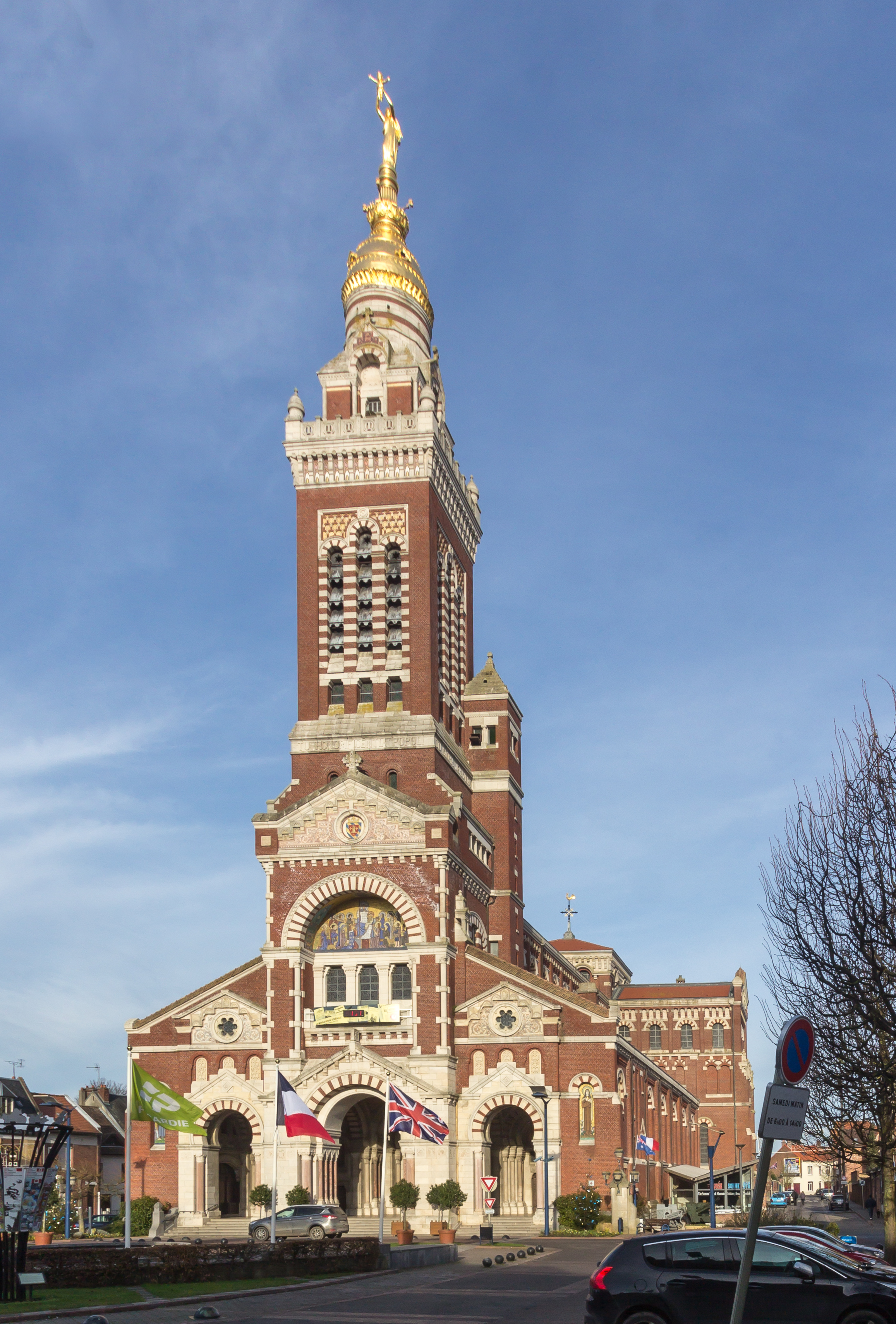
Basilika Notre-Dame de Brebières

Die Basilika Notre-Dame de Brebières (deutsch Unsere Liebe Frau von Brebières) ist eine römisch-katholische Kirche in der französischen Gemeinde Albert. Die Liebfrauenkirche im Bistum Amiens mit dem Titel einer Basilica minor wurde Ende des 19. Jahrhunderts im neobyzantinischen Stil erbaut und ist als Monument historique denkmalgeschützt.

## Geschichte

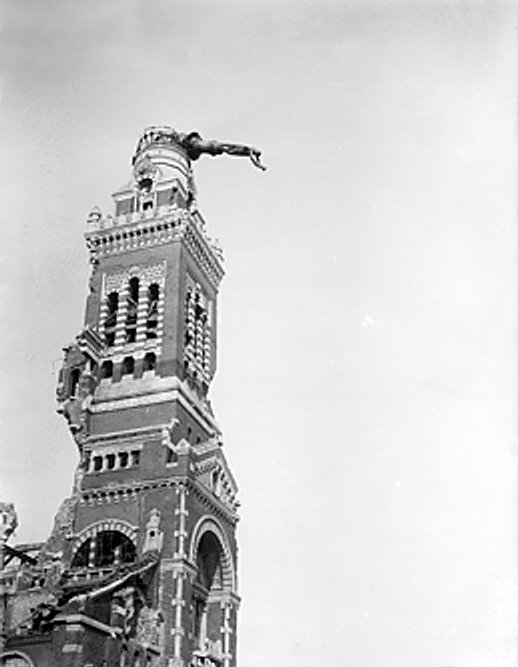
Zerstörte Kirche im Ersten Weltkrieg

Albert ist seit dem 12. Jahrhundert ein Wallfahrtsort. Die Kirche wurde neben der Ancre zwischen 1885 und 1895 vom picardischen Architekten Édmond Duthoit aus Backstein und weißem Stein gebaut und ersetzte die zu klein gewordene mittelalterliche Pfarrkirche. Sie hat einen 68 m hohen Turm mit einer Kuppel an der Spitze. Auf der Kuppel steht eine Marienstatue mit dem Jesuskind. Die Arme des Kindes bilden das Zeichen des Kreuzes. Papst Leo XIII. wünschte, die Kirche möge das „Lourdes des Nordens“ werden, und erhob sie 1899 in den Rang einer Basilica minor.
Am 25. Januar 1915 traf eine deutsche Granate die Kuppel und löste die Skulptur von ihrem Sockel, sodass sie sich neigte und fast waagerecht hängen blieb. In der Folge entstand bei den Soldaten eine Legende:„Wenn die Jungfrau fällt, ist der Krieg vorbei“. Ein Foto der beschädigten Basilika und ihrer hängenden Marienstatue wurde von Soldaten als Postkarte um die Welt geschickt, was zu ihrem Weltruhm beitrug. Die Statue fiel am 16. April 1918 vom nunmehr deutschen Beobachtungsposten, die Umstände sind unklar. Die Kirche wurde nach der Zerstörung des Ersten Weltkriegs von Louis Duthoit, dem Sohn des ursprünglichen Architekten, von 1927 bis 1929 wieder aufgebaut. Dabei wurde auch eine Replik der Statue wieder aufgestellt.
Direkt neben der Basilika befindet sich das Museum Somme 1916.